# Sam Backo
Sam Backo (Ingham, Australia; 1 de enero de 1961 – Queensland, Australia; 3 de agosto de 2025) fue un jugador de rugby australiano que jugó en la posición de prop.

## Carrera

### Club
| Periodo | Club                      |
| ------- | ------------------------- |
| 1980–82 | Fortitude Valley Diehards |
| 1983–88 | Canberra Raiders          |
| 1988–89 | Leeds Rhinos              |
| 1989–90 | Brisbane Broncos          |

### Selección nacional
Jugó para Australia en seis ocasiones de 1988 a 1989, anotando tres tries y 12 puntos, además del título de la Copa Mundial de Rugby League de 1985/88.

## Enfermedad y muerte
El 2 de abril de 2023 se reportó que Backo sufrió un ataque cardíaco el día anterior y se encontraba en condición crítica en el hospital de Cairns. Los jugadores Wally Lewis, Trevor Gillmeister, Steve Renouf y Darryl Brohman lo apoyaron.
Backo murió de melioidosis en el Cairns Hospital el 3 de agosto de 2025 a los 64 años. Había sido diagnosticado con una infección bacterial en Abril del mismo año.

## Distinciones
- Medalla Deportiva Australiana en 2000.[4]
- Indigenous Team of the Century en 2001.[5]
- Equipo Canberra Raiders' All Indigenous en 2004.[6]